# Elinor Glyn

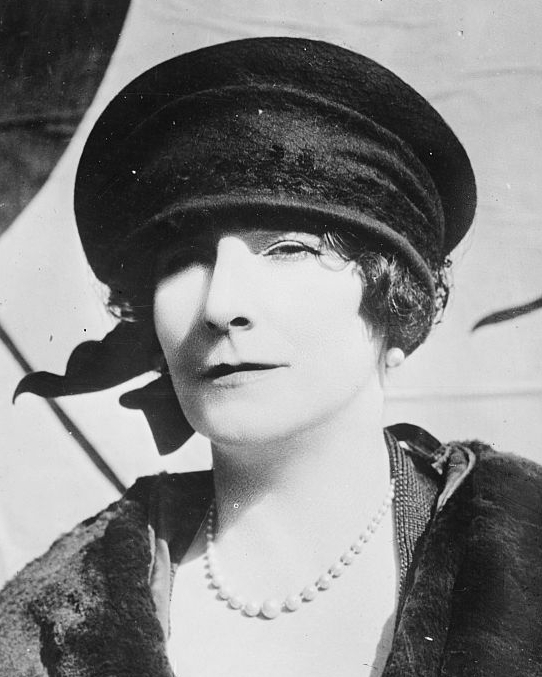
Elinor Glyn, um 1920

Elinor Glyn (geborene Sutherland, * 17. Oktober 1864 in Saint Helier; † 23. September 1943 in London) war eine britische Schriftstellerin, Journalistin und Drehbuchautorin im frühen 20. Jahrhundert. Sie war eine der ersten weiblichen Regisseure in Hollywood und veröffentlichte zu Lebzeiten 20 Romane und eine Vielzahl an Artikeln in verschiedenen Zeitschriften.

## Leben

Philip Alexius de László: Elinor Glyn, 1915

Elinor war die jüngste Tochter des Ingenieurs Douglas Sutherland († 1865) und seiner Ehefrau Elinor Saunders. Ihre ältere Schwester war die Modedesignerin und Titanic-Überlebende Lucy, Lady Duff Gordon (1863–1935). Nach dem frühen Tod des Vaters zog ihre Mutter mit ihren Töchtern nach Toronto, Kanada. Durch deren zweiten Mann zog die Familie 1872 auf die Insel Jersey. Die Erziehung der Töchter wurde von ihren Eltern streng überwacht und sie galt als ausgesprochen intelligent.
Im Jahr 1892 heiratete Elinor Sutherland den Landbesitzer Clayton Louis Glyn, aus der gemeinsamen Ehe gingen zwei Töchter, Margot Elinor (* 1893) und Juliet Evangeline (1898–1964), hervor. Die Ehe galt als unglücklich, zum einen bedingt durch die Untreue ihres Ehemannes und zum anderen dadurch, dass sie keinen Sohn geboren hatte. Kurz nach ihrer Heirat wurde sie in die High Society unter Lady Daisy Greville, Countess of Warwick eingeführt, die zu dieser Zeit die aktuelle Mätresse des Prince of Wales und späteren König Eduard VII. war. Schon früh war Elinor enttäuscht von der Ehe, denn ihr Mann fand am gesellschaftlichen Leben wenig Interesse. Eine besondere Freundschaft pflegte sie mit den Königinnen Victoria Eugénie von Spanien und Maria von Rumänien. Im Jahr 1906 lernte Elinor Glyn auf einem Empfang den Politiker George Curzon, 1. Marquess Curzon of Kedleston kennen und wurde seine Mätresse, die sie – mit Billigung ihres Mannes – auch bis 1916 blieb. Parallel hatte sie auch mit Alfred Milner, 1. Viscount Milner eine Affäre.
Im Jahre 1897 begann Glyn Artikel über Mode und Schönheit zu schreiben, die sogar im Cosmopolitan erschienen; ihr erster Roman The Visits of Elizabeth, über eine junge Debütantin, erschien 1900 in London. Mit ihrem Roman Three Weeks, einer Geschichte über sexuelle Abenteuer, löste sie 1907 einen Skandal aus. Obwohl das Buch in Großbritannien und in den Vereinigten Staaten zunächst verboten war, sicherte die Veröffentlichung des Buches Madame Glyn, wie sie später genannt wurde, finanziell ab.

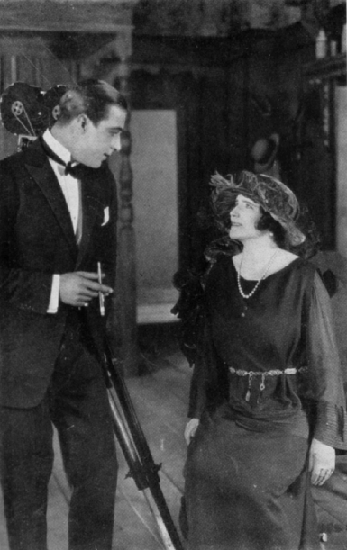
Elinor Glyn und Rudolph Valentino, 1922

Die Exzentrikerin Elinor Glyn ging in den frühen 1920er Jahren nach Hollywood. Dort schrieb sie Drehbücher und führte Regie in den von Paramount Pictures und Metro-Goldwyn-Mayer produzierten Verfilmungen ihrer Romane, darunter Beyond the Rocks (1922) mit Rudolph Valentino und Gloria Swanson und ihr größter Erfolg It (1927, dt.: Das gewisse Etwas) mit dem Stummfilm-Star Clara Bow. Mit Das gewisse Etwas prägte sie auch den Begriff des It-Girls, wobei die Hauptdarstellerin Clara Bow als „erstes It-Girl“ galt.
Elinor Glyn starb einen Monat vor ihrem 79. Geburtstag an den Folgen eines Herzinfarkts. Sie wurde im Golders Green Crematorium in London eingeäschert, wo sich auch ihre Asche befindet.

## Werke (Auswahl)
Autobiographie
- Romantic adventure. Being the autobiography of Elinor Glyn. Dutton, New York 1937.

Romane
- Beyond The Rocks. A Love Story. Tauchnitz, Leipzig 1906 (englisch).
  - deutsch: Jenseits der Wirbel. Eine Liebesgeschichte. Engelhorn, Stuttgart 1909.
- The Damsel and the Sage. A Woman's Whimsies. Duckworth, London 1903.
- Elizabeth Visits America.
- Halcyone. Tauchnitz, Leipzig 1912 (englisch)
- His Hour. Tauchnitz, Leipzig 1912 (englisch)
  - deutsch: Seine Stunde. Roman. Engelhorn, Stuttgart 1912.
- Man and Maid. Tauchnitz, Leipzig 1922 (englisch)
- The Man and the Moment. Duckworth, London 1920.
- The Point of View. Appleton, New York 1913.
- The Price of Things. Duckworth, London 1924 (EA London 1919)
- The Reason Why. Tauchnitz, Leipzig 1912 (englisch)
- Red Hair. Author’s Press, Auburn, N.Y. 1905 (früherer Titel: The vicissitudes of Evangeline)
- The Reflections of Ambrosine. A Novel. Tauchnitz, Leipzig 1903 (englisch).
  - deutsch: Ambrosines Tagebuch. Engelhorn, Stuttgart 1904.
- Three Weeks. Tauchnitz, Leipzig 1907 (englisch)
  - deutsch: Drei Wochen. Roman. Ladyschnikow, Berlin 1912.
- The Visits of Elizabeth. Tauchnitz, Leipzig 1901 (englisch)
  - deutsch: Elisabeths Besuche. Engelhorn, Stuttgart 1902.

## Verfilmungen
- George Fitzmaurice (Regie): Landung im Paradies. 1929 (nach dem Roman The Man and the Moment)
- Clarence G. Badger (Regie): Übern Sonntag, lieber Schatz. 1928 (frei nach dem Roman Three Weekends)
- Clarence G. Badger (Regie): Vier Herren suchen Anschluss. 1927 (nach dem Roman Red Hair)
- Clarence G. Badger (Regie): Das gewisse Etwas. 1927 (nach dem Roman It)
- Richard Rosson (Regue): Betty auf der Prinzenjagd. 1927 (Originalstory)
- Alan Crosland (Regie): Liebesurlaub einer Königin. 1924 (frei nach dem Roman Three Weeks)
- King Vidor (Regie): Der lachende Kavalier. 1924 (nach dem Roman His Hour).
- Charles Brabin (Regie): Sechs bange Tage. 1923 (nach dem Roman Six Days).